# وادي الصومام
الصومام (بـالفرنسية:La Soummam، بالقبائلية: Asif asemmam) هو واد في منطقة القبائل (شمال الجزائر) يولد من التقاء وادي بوسلام ووادي الساحل ويندرج حتى يصب قرب بجاية في البحر الأبيض المتوسط.

## أصل الكلمة
أصل ومعنى اسم هذا الوادي يأتي من القبائل باسم "ACIF assemmam" الذي يعني النهر الحامض.

## الجغرافيا

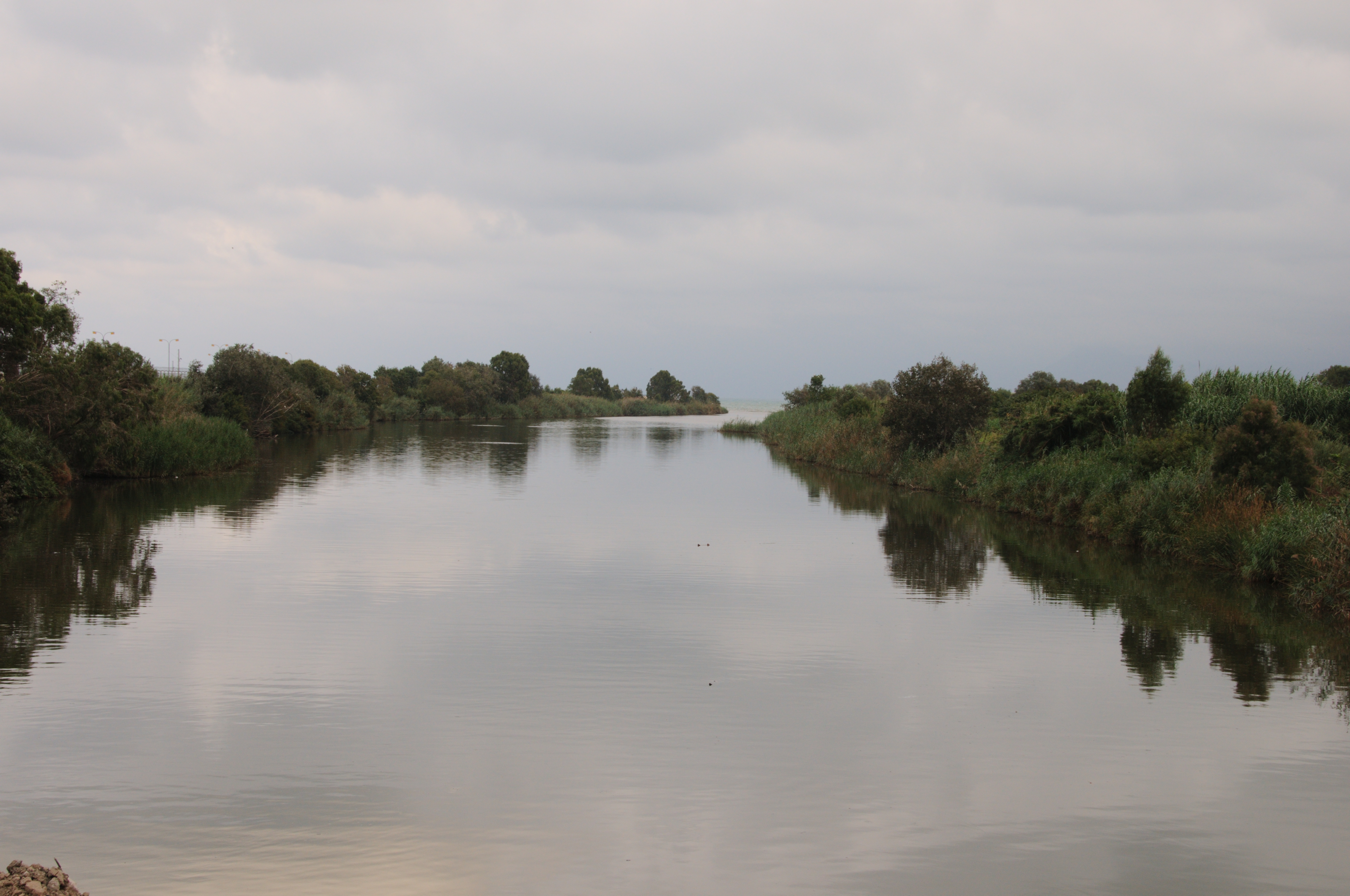
مصب وادي الصومام قي بجاية

- يصب وادي الصومام على الجسر الذي يفتح الطريق الوطني رقم 9 ببجاية ومن المؤكد أنه من الصعب أن نتصور أن المياه تصل إلى البحر في هذا المكان.
- وينطلق في وقت مبكر من عين ولمان من جبال جنوب سطيف وجبل الديرة إلى الجنوب من البويرة، وتطرقا لجرجورة الغربية. إنه حقا الجغرافيا الفيزيائية للمنطقة تضع معظم مصادر الصومام على الحدود الجنوبية للمنطقة الشبه القاحلة وتتميز بقسوته المرتبطة بالمناخ القاري، في حين يقع أقرب مصدر في الأراضي المعتدلة ذات المناخ الرطب.
- والصومام هو عبارة عن شبكة نهر كثيفة وتوفير بإمدادات كافية خاصة في جانبها الموجود في الأطلس التلي : جرجرة والبابور والبيبان.
- ويغطي حوضه مساحة 9 200 كيلومتر مربع موزعة على خمس ولايات :البويرة وبرج بوعريريج وبجاية وسطيف والمدية مع وادي الشلف ووادي الرهيمل، فإن الصومام هو واحد من أكبر الأودية في الجزائر.
- وحوض وادي الصومام يصل مساحته إلى 9 200 كم2 موزعة كالتالي :

• حوض وادي الغزلان (ولاية البويرة) لأقبو :3 750 كيلومتر مربع.
• حوض واد بوسلام من أعالي جبل مقرس ووادي فارماتو ووادي أوريسية (ولاية سطيف) لأقبو:4 500 كيلومتر مربع.
• حوض الصومام بالمعنى الدقيق للكلمة، من أقبو إلى البحر :950 كيلومتر مربع.
- يعتبر وادب الصومام كشبكة شبيهة لنظام الصرف الصحي لأنه يصب في البحر عند مدينة بجاية على عكس شبكات المرتفعات وجنوب الصحراء حيث تتسرب المياه إلى الأرض وتصبح مياها جوفية أو تتراكم في برك ضخمة كالشطوط والبحيرات

شبكات وادي الصومام تلعب دورا هاما في دورة المياه، فإنها، في الواقع توفر عائدا إلى البحر لغالبية هطول الأمطار في السطح القاري.

## الروافد الرئيسية
- الروافد الرئيسية هي من الغرب إلى الشرق :

• على الضفة اليسرى : واد تكسيردن، واد ألاجين، وادي تفريت، إغزير أموقران، إغزير معكال، واد روميلة.
• على الضفة اليمنى : واد بوسلام، واد صدوق، واد إيمولا، واد أماسين، واد أميزور، واد تياشش.
ربما باستثناء وادي بو سلام الذي هو الرافد الرئيسي، وجميع الدورات الأخرى تأتي على فترات متقطعة.

## البيئة

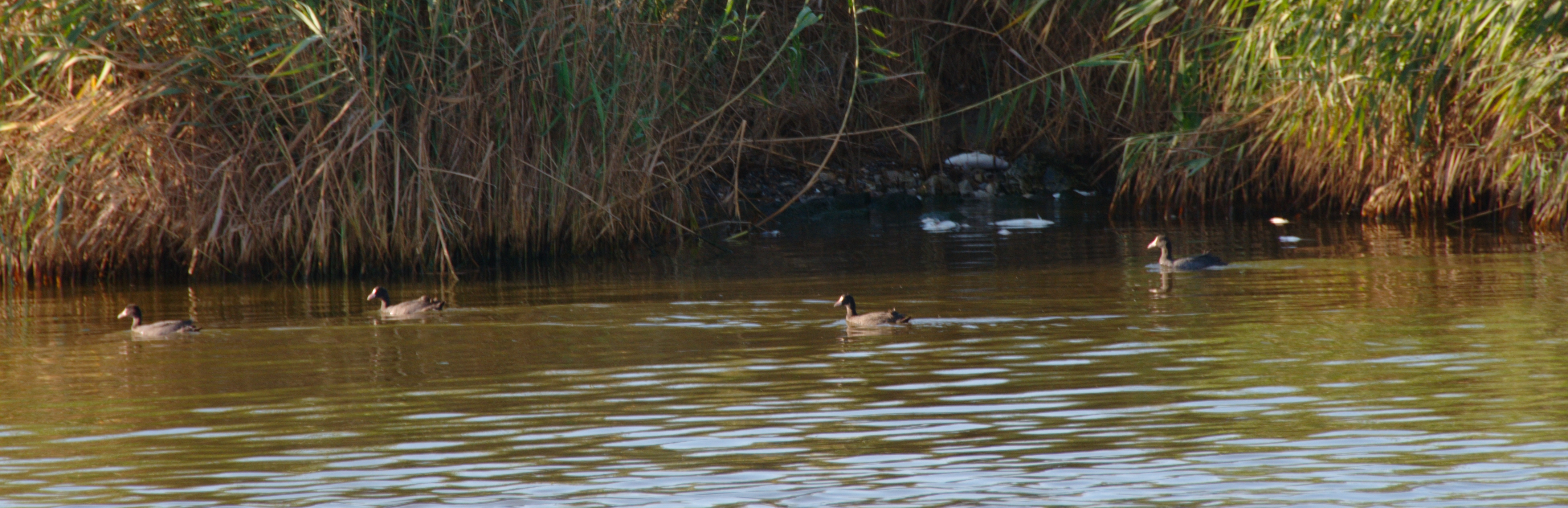
بط بري بالقرب من السمك الميت في الصومام ربما بسبب ظاهرة الأمطار الغزيرة والمبيدات

- وادي الصومام يعاني هذه الأيام من تلوث مياهه بسب المبيدات وتتعرض أيضا لتفريغ المياه الصرف الصحي من طرف الشركات والمطاحن.

وكذلك يتم نهب الرمال من أراضيه.

## عودة الأمور إلى نصابها الطبيعية
- بعد أن كان الكل يدب وينهب ثروات الجزائر من رمال الوديان خصوصا في وادي الصومام ضبطت وزارة البيئة وتهيئة الإقليم والسياحة قائمة الوديان الممنوع استغلال رمالها والتي عرفت طيلة سنوات استغلالا عشوائيا وغير منظم مما أدى بها إلى أضرارا خطيرة بالبيئة والطبيعة وبالأخص بالموارد المائية. وأمهلت مستغلي هذه الثروة الطبيعية الهامة إلى غاية شهر مايو 2010 لتكييف وضعيتهم مع القانون الجديد وإلا سيتعرضون لعقوبة يتم بمقتضاها إلغاء رخصة الاستغلال.

## طاقة
- سد عين زادة (بوسلام).
- سد تيشي بقدرة 150 مليون متر مكعب(بوسلام).
- سد تيلسيديت بسعة 170 مليون م.ك (الساحل).
- سد واد لكحل الذي بني عام 1984 (الساحل).